# Château de Badia
Le château de Badia (en italien : Castello di Badia) est situé sur une colline au bord de l'Elsa dans la commune de Poggibonsi (province de Sienne) en Toscane.

## Historique
la première mention du complexe remonte à un document daté du 25 juillet 998, lorsque Hugues de Toscane fit don du château adjacent de Marturi (qui fait aujourd'hui partie du complexe) et d'une série d'édifices dispersées dans le Chianti, dans la Valdelsa, dans le Valdarno et même en Émilie-Romagne dans la région de Ferrare. Certains ont émis l'hypothèse que cet acte est un faux, réalisé seulement quelques années plus tard, vers 1050-1100, pour justifier la possession de quelques biens provenant d'une partie des moines camaldules. Quoi qu'il en soit, les traces du château peuvent être datées de la fin du Xe siècle, et les restes de chapiteaux et de colonnes à proximité laissent supposer que le site était utilisé depuis au moins l'époque romaine.

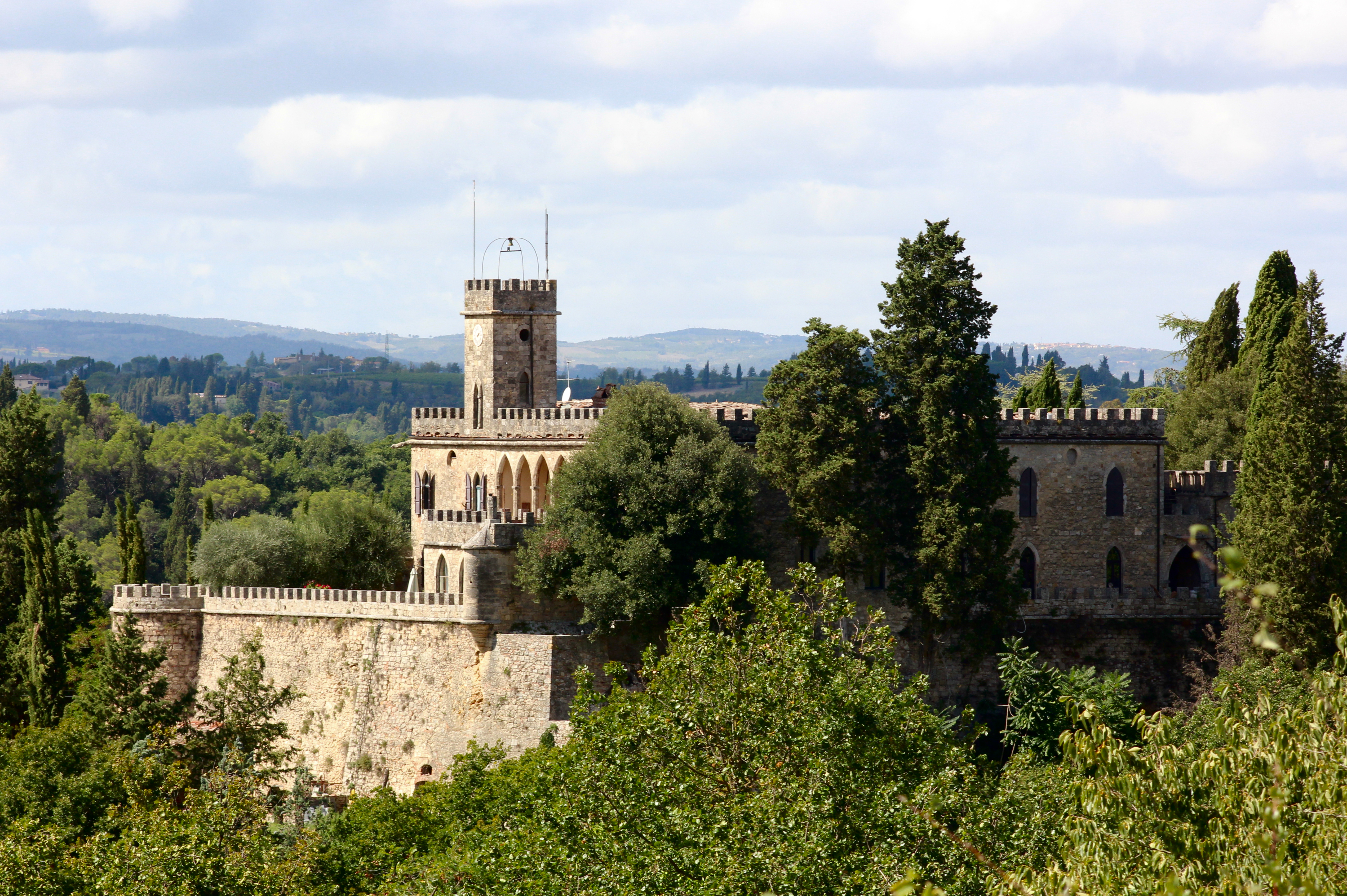
Le château de Badia

En 1001, Bonomio était en conflit avec Boniface III de Toscane, fils d'Hugues, pour la réintégration de certaines propriétés dans le patrimoine du marquis. Cependant, avec son successeur Ranieri di Toscana (it), la propriété du château fut confirmée aux moines, qui le conservèrent jusqu'au XVe siècle. Au XIVe siècle, l'abbaye connut un moment de splendeur particulière, lorsque son abbé Ranieri fut parmi les conseillers de l'empereur Henri VII de Luxembourg (1313). Probablement touché par les épidémies et affaibli par sa position frontalière lors des guerres entre Florence et Sienne, le monastère connut un déclin jusqu'au milieu du XVe siècle.
Le 29 novembre 1444, le pape Eugène IV sanctionna l'union de l'abbaye de Marturi et du couvent florentin de Santa Brigida al Paradiso. Hormis une courte période au cours de l'été 1451, l'abbaye n'est désormais plus indépendante.
En 1479, ce fut le territoire d'affrontements liés aux conséquences de la conjuration des Pazzi, entre les armées florentine et napolitaino-siennoise : toute la Valdelsa, à l'exception du château de Strozzavolpe, fut occupée par les Siennois, comme le rappelle également la fresque de la salle des arbalètes du Palais Public de Sienne, où les différents châteaux sont représentés en train d'abaisser le drapeau florentin. Le château de l'abbaye, en particulier, fut bombardé par la forteresse de Poggio Imperiale (8 septembre 1479), détruisant une grande partie de ses murailles et entrant de fait dans une longue période d'abandon.
Après la conquête de Sienne, il passa brièvement à l'hôpital florentin Bonifazio, mais ce n'est qu'à la fin du XVIIIe siècle qu'il fut utilisé à des fins agricoles par Clemente Casini. La période d'abandon important a conduit à la dispersion du remarquable patrimoine artistique, dont il reste des preuves, par exemple, dans le codex enluminé du XIe siècle connu sous le nom de Bréviaire de Poggibonsi, aujourd'hui conservé dans la bibliothèque Laurentienne.
En 1886, les ruines du château et de l'abbaye furent achetées par Marcello Galli Dunn, qui fit reconstruire un château fortifié en style néogothique, en faisant sa résidence privée. En 1896, comme le rappelle une plaque, les travaux furent achevés. Au début du XXe siècle, la propriété passa à la famille Gasparri de Rome et plus tard à Amerigo Dei de Poggibonsi.